# ایدشتدت
ایدشتدت (به آلمانی: Idstedt) یک شهر در آلمان است که در اشلسویگ-فلنسبورگ واقع شده‌است. ایدشتدت ۸۳۱ نفر جمعیت دارد.